# おふらじ!
『おふらじ!』は、2018年2月1日から放送のエフエム大阪（FM大阪）のラジオ番組。放送時間枠は、当初は毎週木曜日 19:30 - 20:00だったが、放送枠拡大・金曜深夜への枠移動を経て、2025年1月からは毎週木曜日18:30 - 20:00に変更となっている。

## 番組概要
淡路祐介と新井希衣が幹事となり、リスナーと共にアニメやゲームの話をしていくオフ会的番組。
番組では、淡路のことは「†AWAjel†(アワジェル)」、新井のことは「キエニー」、リスナーのことは「オフメイト」と呼んでいる。
番組にメッセージを送ったオフメイトの名前（オフネーム）は、ADナナリーによって勝手に番組公式サイトに掲載されていく。オフメイトには「オフナンバー」という番組固有の番号が付与される。
また、ゲストがいる場合は、新井が雑な紹介をした後、淡路がアドリブで早口で情報過多なプロフィール紹介をするのが恒例である。リスナーの場合は、公序良俗に反するようなオフネームではない限り、任意のオフネームを名乗れるが、ゲストの場合は、新井が考えたオフネームが半強制的に与えられる。
2018年4月からは、番組タイトルを『おふらじ!EX』に変更すると共に放送時間も金曜19:30 - 20:55に変更され、1時間25分のワイド番組となった。
2018年4月13日放送にて、和楽器バンドの町屋がマンスリーレギュラーになることが発表された。
2021年1月1日放送にて、戸田柚葉(ズッティー)が2021年3月末でDJアナウンサー業を引退、番組卒業が発表された。
2021年3月5日放送にて、新井希衣(キエニー)が2021年4月より『おふらじ!EX』新DJになる事が発表された。
2022年4月からは番組時間を1時間半から2時間に拡大し放送時間枠は毎週金曜27:00 - 29:00(土曜未明3:00 - 5:00)となった。
2025年1月からは放送時間枠が毎週木曜18:30 - 20:00に変更・時間も1時間半と縮小された。
X（旧Twitter）における番組公式のハッシュタグは、 #おふらじ である。

## 番組コーナー
普通のお便り(ふつおた)
アワジェル、キエニーへの質問、番組に関することなどについて募集。
オフニュース
最近起こったアニメやゲームに関するニュースについて、深く追求する。
おふ教
ゲストが今、ハマっている作品やオススメの作品を布教する。
オフィ曲
番組が厳選した一曲を1ヶ月間番組の推し曲として流す。過去の推し曲の一覧は後述。
テーマトーク
毎回、事前にテーマが設けられ、そのことについて淡路、戸田（卒業後は新井）がひたすら語っていく。リスナーからの意見も募集している。過去のテーマの一覧は後述。
ラブ オフレター
リスナーからアニメ、漫画、ゲーム等の作品の愛の手紙を募集し、淡路、戸田に代弁（2025年1月にコーナーが復活したため、淡路、新井に代弁）してもらう。
「NEWS」＆「TRAFFIC REPORT」リポート
ニュース、気象情報、JARTICによる道路交通情報。道路交通情報以外にも担当者が注目される大人気コーナー。
大阪府赤十字血液センター Presents Hand in Hand
献血の感想に加えて、オフメイトの聴きたい初音ミクリクエストをお届け。
キエニー検定
とある質問に対してキエニーの言いそうなことを、オフメイトがX(旧Twitter)で当てる人気コーナー。独自の世界観を持つキエニーの考えを予想するのは極めて困難。10回合格したオフメイトは番組に招待されるが、10回も合格する人は現れない。
と思われたが、なんとキエニー検定10回分を合格して番組に招待された猛者が1名だけ現れた（2024年7月12日に実際に番組に招待されている）。なお、キエニー検定は2024年12月27日をもって「サ終」となった。
やっちゃったのです☆
最近やらかしてしまったことを可愛く浄化するコーナー。メッセージは羽入の｢なのです｣口調で、最後は必ず｢はうあうあう〜!!｣をつけなければならない。
オフメイト出席確認
番組宛てにメッセージフォームを使ってメッセージを送ったオフメイト全員のオフナンバーとオフネームを読み上げるコーナー。X(旧Twitter)でのポストは対象外。このコーナーは実施頻度は低いが、ごく稀に行われることがある。

## 謹慎中の番組コーナー
第351回（12月27日）現在で、謹慎中のコーナー（最近、実施されていないコーナー）を記載している。
| 謹慎中のコーナー ※順不同 |
| --- |
| おふえあ 曲中に、ひたすらコールをしたり歌ったりするコーナー。不定期で行われていた。 |
| おふらじ！漫画研究会 会長ズッティーと副会長のアワジェルが漫画を紹介するコーナー。 |
| オフリンピック大阪 オフメイトが参加する様々な競技を開催しそれぞれのチャンピオン、つまり「王」を決めるコーナー。 |
| おふらじ！塾 ズッティーが卒業するまで、様々な訓練を与えて†AWAjel†塾長がズッティーを鍛え直すコーナー。ズッティーの卒業で終了したが新DJキエニーに†AWAjel†塾長がラジオ業界の厳しさを伝える為、復活した。                                     |
| オフメイト！抜き打ちテレフォン！ 深夜4時オフメイトに電話凸するという迷惑(？)なコーナー。 |
| ツイッター風紀委員会（ジャッジメント） アーティスト・声優・漫画家・クリエイターの変なツイート間違いツイートおもしろツイートエッチなツイートなどツイッターの風紀を乱すツイートにまつわるタレコミを募集して厳しく取り締まっていくコーナー。 |

## これまでの推し曲
おふらじ!時代に流した推し曲
| 2018年 | 2018年                                            | 2018年                                      |
| 放送月 | 曲                                                | アーティスト                                |
| ------ | ------------------------------------------------- | ------------------------------------------- |
| 2月    | ぼなぺてぃーと♡S （TVアニメブレンド・S OPテーマ） | ブレンド・A（和氣あず未、鬼頭明里、春野杏） |
| 3月    | POP TEAM EPIC （TVアニメポプテピピックOPテーマ）  | 上坂すみれ                                  |

おふらじ!EX時代に流した推し曲
| 2018年 | 2018年 | 2018年                           |
| 放送月 | 曲 | アーティスト                     |
| ------ | --- | -------------------------------- |
| 4月    | 細雪 （TVアニメ京都寺町三条のホームズ EDテーマ）                                                          | 和楽器バンド                     |
| 5月    | 歌えばそこに君がいるから （TVアニメLOST SONG OPテーマ）                                                   | 鈴木このみ                       |
| 6月    | Distannce （TVアニメヒナまつり OPテーマ）                                                                 | 村川梨衣                         |
| 7月    | It's all in the game （TVアニメBORUTO-ボルト- NARUTO NEXT GENERATIONS OPテーマ）                          | Qyoto                            |
| 8月    | 逆光 （スマートフォンゲーム「Fate/Grand Order」第2部「Fate/Grand Order -Cosmos in the Lostbelt-」主題歌） | 坂本真綾                         |
| 9月    | Eternal Star （TVアニメISLAND EDテーマ）                                                                  | 亜咲花                           |
| 10月   | 日出ル場所 （TVアニメ火ノ丸相撲 EDテーマ）                                                                | オメでたい頭で何より             |
| 11月   | Another colony （TVアニメ転生したらスライムだった件 EDテーマ）                                            | TRUE                             |
| 12月   | TOKIMEKI Runners                                                                                          | 虹ヶ咲学園スクールアイドル同好会 |

| 2019年 | 2019年                                                                        | 2019年                               |
| 放送月 | 曲                                                                            | アーティスト                         |
| ------ | ----------------------------------------------------------------------------- | ------------------------------------ |
| 1月    | 恋人募集中（仮）                                                              | 天月                                 |
| 2月    | 約束タワー                                                                    | スタァライト九九組                   |
| 3月    | ピンクレモネード （TVアニメベルゼブブ嬢のお気に召すまま。 OPテーマ）          | 三月のパンタシア                     |
| 4月    | ORDINARY LOVE （TVアニメ川柳少女 EDテーマ）                                   | 逢田梨香子                           |
| 5月    | 真理の鏡、剣乃ように （TVアニメこの世の果てで恋を唄う少女 YU-NO EDテーマ）    | 鈴木このみ                           |
| 6月    | 今宵mofumofu （TVアニメ世話やきキツネの仙狐さん OPテーマ）                    | 仙狐（和氣あず未）、シロ（内田真礼） |
| 7月    | Jump up HIGH!! （Aqours Jumpin' up Project テーマソング）                     | Aqours                               |
| 8月    | ゼロセンチメートル （TVアニメからかい上手の高木さん2 OPテーマ）               | 大原ゆい子                           |
| 9月    | エイミー (ヴァイオレット・エヴァーガーデン 外伝-永遠と自動手記人形- EDテーマ) | 茅原実里                             |
| 10月   | Swinging Heart                                                                | 鬼頭明里                             |
| 11月   | Present Moment （TVアニメ放課後さいころ倶楽部 OPテーマ）                      | 富田美憂                             |
| 12月   | チャンス！（TVアニメダイヤのA actII EDテーマ）                                | 三森すずこ                           |

| 2020年 | 2020年 | 2020年                                               |
| 放送月 | 曲 | アーティスト                                         |
| ------ | --- | ---------------------------------------------------- |
| 1月    | μ's Memorial CD-BOX「Complete BEST BOX」より 1週目(3日) Super LOVE=Super LIVE! 2週目(10日) Angelic Angel 3週目(17日)SUNNY DAY SONG 4週目(24日)START:DASH!! 5週目(31日)LONELIEST BABY | μ's                                                  |
| 2月    | nameless story （TVアニメとある科学の超電磁砲T EDテーマ） | 岸田教団&THE明星ロケッツ                             |
| 3月    | 星を集めて（劇場版「SHIROBAKO」主題歌） | fhána                                                |
| 4月    | MARBLE | 樋口楓                                               |
| 5月    | SEA HORIZON （TVアニメ放課後ていぼう日誌 OPテーマ） | 海野高校ていぼう部                                   |
| 6月    | 世界が君を必要とする時が来たんだ | オーイシマサヨシ                                     |
| 7月    | 愛がゆえゆえ | 大槻ケンヂとめぐろ川たんていじむしょ                 |
| 8月    | ダイヤモンドの純度（TVアニメ「やはり俺の青春ラブコメはまちがっている。完」） | 雪ノ下雪乃（CV早見沙織）& 由比ヶ浜結衣（CV東山奈央） |
| 9月    | 再生讃美曲「少女☆歌劇 レヴュースタァライト ロンド・ロンド・ロンド」 | スタァライト九九組                                   |
| 10月   | デビュー10周年記念ClariS ALL TIME BESTより 1週目(2日) CheerS 2週目(9日) 休み 3週目(16日) カラフル 4週目(23日) PRECIOUS 5週目(30日) STEP-season 02-                                   | ClariS                                               |
| 11月   | ぐるぐるDJ TURN!! (Anime OP Ver.) | Happy Around!                                        |
| 12月   | デリシャス・スマイル！ | わたてん☆5                                           |

| 2021年 | 2021年                                                                   | 2021年                                                      |
| 放送月 | 曲                                                                       | アーティスト                                                |
| ------ | ------------------------------------------------------------------------ | ----------------------------------------------------------- |
| 1月    | 上空リヴァーバレイション                                                 | ファミーリア                                                |
| 2月    | Seize the Day                                                            | 亜咲花                                                      |
| 3月    | ユメヲカケル！(ウマ娘 プリティーダービー (テレビアニメ) Season 2 OP)     | ウマ娘                                                      |
| 4月    | Soul salvation (春アニメ「SHAMAN KING」OP)                               | 林原めぐみ                                                  |
| 5月    | 冒険のVLOG (TVアニメ「EDENS ZERO」ED)                                    | CHiCO with HoneyWorks                                       |
| 6月    | キズナ･レール (TVアニメ『新幹線変形ロボ シンカリオンZ THE ANIMATION』ED) | 森中花咲 meets ▽△TRiNITY△▽                                  |
| 7月    | 私たちはもう舞台の上 (『劇場版 少女☆歌劇 レヴュースタァライト』主題歌)   | スタァライト九九組                                          |
| 8月    | なないろのたね (『ウルトラマントリガー NEW GENERATION TIGA』ED)          | ChouCho                                                     |
| 9月    | Missing Promise (TVアニメ『ひぐらしのなく頃に卒』ED)                     | 鈴木このみ                                                  |
| 10月   | 我武者羅 (TVアニメ『BORUTO-ボルト- NARUTO NEXT GENERATIONS』OP)          | 冒険のVLOG (TVアニメ「EDENS ZERO」ED) CHiCO with HoneyWorks |
| 11月   | オトメの心得 (TVアニメ『大正オトメ御伽話』OP)                            | GARNiDELiA                                                  |
| 12月   | Sugar                                                                    | 学芸大青春                                                  |

| 2022年 | 2022年                                                                                          | 2022年                                       |
| 放送月 | 曲                                                                                              | アーティスト                                 |
| ------ | ----------------------------------------------------------------------------------------------- | -------------------------------------------- |
| 1月    | Ready Set Go!! (TVアニメ『賢者の弟子を名乗る賢者』OP)                                           | 亜咲花                                       |
| 2月    | 君が見た夢の物語 (「ロード・エルメロイII世の事件簿」特別編 主題歌)                              | ASCA                                         |
| 3月    | ニンジャライクニンジャ (「ニンジャラ」EDテーマ)                                                 | ウォルピスカーター                           |
| 4月    | なし                                                                                            |                                              |
| 5月    | Colorful Dreams! Colorful Smiles! (ラブライブ！虹ヶ咲学園スクールアイドル同好会第2期OPテーマ)   | ラブライブ! 虹ヶ咲学園スクールアイドル同好会 |
| 6月    | ハートはお手上げ (かぐや様は告らせたいウルトラロマンティック EDテーマ)                          | 鈴木愛理                                     |
| 7月    | 一寸先は光 (harmoe 1stアルバム「It's a small world」)                                           | harmoe                                       |
| 8月    | フューチャーイヴ (初音ミク『マジカルミライ10th Anniversary』オフィシャルAL)                     | sasakure.‌UK + 有形ランペイジ                 |
| 9月    | かたち (TVアニメ『メイドインアビス 烈日の黄金郷/メイドインアビス (アニメ)』OP)                  | 安月名莉子                                   |
| 10月   | 星の少女、月に少女 (『少女☆歌劇 レヴュースタァライト』レヴューAL『アルカナ・アルカディア』より) | 鶴姫やちよ 天堂真矢 大月あるる 愛城華恋      |
| 11月   | トリックスター (『不眠症のネコと夜』より)                                                       | nano.RIPE                                    |
| 12月   | Happy ∞ Birthday(1stEP『syzygy』より)                                                           | 小林愛香                                     |

| 2023年 | 2023年                                                                                                  | 2023年                       |
| 放送月 | 曲 | アーティスト                 |
| ------ | --- | ---------------------------- |
| 1月    | 神様だって決められない                                                                                  | 22/7                         |
| 2月    | ひめごと＊クライシスターズ(TVアニメ『お兄ちゃんはおしまい!』ED)                                         | ONIMAI SISTERS               |
| 3月    | 厭わない(TVアニメ『あやかしトライアングル』ED)                                                          | MIMiNARI 富田美憂 市ノ瀬加那 |
| 4月    | 誰も彼も何処も何も知らない(TVアニメ『天国大魔境』ED)                                                    | ASOBI同盟                    |
| 5月    | STAY FREE(TVアニメ『この素晴らしい世界に爆焔を!』OP)                                                    | Machico                      |
| 6月    | Gospelion in a classic love(TVアニメ『魔法少女マジカルデストロイヤーズ』ED)                             | The 13th tailor              |
| 7月    | ユキハルアメ(TVアニメ『やはり俺の青春ラブコメはまちがっている。』)                                      | やなぎなぎ                   |
| 8月    | Blue Canvas(ゲームアプリ『ブルーアーカイブ-Blue Archive-』中国大陸版テーマソング)                       | ClariS                       |
| 9月    | 恋愛ミリフィルム(TVアニメ『彼女、お借りします』第3期OP)                                                 | halca                        |
| 10月   | ハッピーエンドプリンセス(TVアニメ『ティアムーン帝国物語~断頭台から始まる、姫の転生逆転ストーリー~』OP ) | 上坂すみれ                   |
| 11月   | 灯りと妄想(梶原岳人3rdミニアルバム『人生のライフ』より)                                                 | 梶原岳人                     |
| 12月   | S9aiR(『僕らの雨いろプロトコル』OPより)                                                                 | SennaRin                     |

| 2024年 | 2024年                                                                      | 2024年                                                   |
| 放送月 | 曲                                                                          | アーティスト                                             |
| ------ | --------------------------------------------------------------------------- | -------------------------------------------------------- |
| 1月    | イージー？ハード？しかして進めっ！(TVアニメ『弱キャラ友崎くん2nd STAGE』OP) | DIALOGUE+                                                |
| 2月    | SOULSOUP(『劇場版 SPY×FAMILY CODE: White』主題歌)                           | Official髭男dism                                         |
| 3月    | カラフルスコープ(NewAL『Prismverse』より)                                   | May'n                                                    |
| 4月    | Palette of Passion                                                          | MYTH & ROID Concept mini album〈Episode2〉『VERDE』より) |
| 5月    | GA-TAN GO-TON(TVアニメ『週末トレインどこへいく？』OP)                       | 中島怜                                                   |
| 6月    | 紫苑の花束を(TVアニメ『魔法科高校の劣等生3期古都内乱編』ED)                 | ASCA                                                     |
| 7月    | 運命の華(TVアニメ『ガールズバンドクライ13話挿入歌』)                        | トゲナシトゲアリ                                         |
| 8月    | なっちゃった！(TVアニメ『女神のカフェテラス』第2期ED)                       | アーリオ・オーリオ・エ・ペペロンチーノ (VTuber)          |
| 9月    | Wind of Bloom(アルバム『Bloomy』より)                                       | 小倉唯                                                   |
| 10月   | ODD NUMBER(TVアニメ『ひとりぼっちの異世界攻略』OP)                          | 吉乃                                                     |
| 11月   | ぎゅむ！(TVアニメ『ぷにるはかわいいスライム』OP)                            | ぷにる（CV：篠原侑)                                      |
| 12月   | 永久hours(Aqours Finale LIVE テーマソング)                                  | Aqours                                                   |

| 2025年 | 2025年                                                         | 2025年                                     |
| 放送月 | 曲                                                             | アーティスト                               |
| ------ | -------------------------------------------------------------- | ------------------------------------------ |
| 1月    | バッドバースデー(ASOBI同盟NEWアルバム『ドウメイ』より)         | ASOBI同盟                                  |
| 2月    | Pray Pray Pray(TVアニメ『甘神さんちの縁結び』OP)               | 甘神三姉妹                                 |
| 3月    | BLUE BACK                                                      | じん                                       |
| 4月    | おーぎゅめんと・でぃっ！(単発特番アニメ『ツインズひなひま』OP) | ひまり(CV:平塚紗依)＆ひなな(CV:伊駒ゆりえ) |
| 5月    | メニメリ・メモリーズ！(TVアニメ『mono』OP)                     | シネフォト部                               |
| 6月    | ダレモ                                                         | トゲナシトゲアリ                           |
| 7月    | ハイカラ de GO!!(美男高校地球防衛部ハイカラ!OP)                | ハイカラ浪漫団                             |

## テーマトーク
上述したテーマトークのテーマの一覧は下記参照。
ここでは、ゲストの名前とゲストに付与されたオフメイトも確認可能。
おふらじ!時代におこなったテーマ
| 2018年             | 2018年                                                  | 2018年                                          |
| 放送回数（放送日） | テーマ                                                  | ゲスト(オフネーム)                              |
| ------------------ | ------------------------------------------------------- | ----------------------------------------------- |
| 第1回（2月8日）    | Fate/Grand Order                                        |                                                 |
| 第2回（2月15日）   | オタクの目覚め                                          |                                                 |
| 第3回（2月22日）   | ヒロイン総選挙                                          |                                                 |
| 第4回（3月1日）    | ポプテピピック                                          |                                                 |
| 第5回（3月8日）    | コスプレ                                                | 神井花音(†カミイエル†)                          |
| 第6回（3月15日）   | ラブライブ!                                             |                                                 |
| 第7回（3月22日）   | 2018年冬アニメ振り返り&重大発表                         |                                                 |
| 第8回（3月29日）   | 最終回&生放送おめでとうやってほしいこと・呼んで欲しい人 | GARNiDELiA(MARiA(†メイリアル†)、toku(さすtoku)) |

おふらじ!EXでおこなったテーマ
| 2018年             | 2018年                                                | 2018年 |
| 放送回数（放送日） | テーマ                                                | ゲスト(オフネーム)                                                                                             |
| ------------------ | ----------------------------------------------------- | --- |
| 第1回（4月6日）    | 記憶を消してもう一度やりたいゲーム&見たいアニメオフ   | 町屋(まってぃー)                                                                                               |
| 第2回（4月13日）   | 京アニオフ                                            | 町屋(まってぃー)                                                                                               |
| 第3回（4月20日）   | ファイナルファンタジーオフ                            | 大橋彩香(†へごちえる†)                                                                                         |
| 第4回（4月27日）   | 2018春アニメオフ                                      | |
| 第5回（5月4日）    | なりたいモテモテ主人公オフ                            | たぴみる(†TAPIjel†)                                                                                            |
| 第6回（5月11日）   | マクロスオフ                                          | 鈴木みのり(みのりっぷる)                                                                                       |
| 第7回（5月18日）   | ソードアート・オンラインオフ                          | LiSA(†LiSAjel†)                                                                                                |
| 第8回（5月25日）   | Favorite Story Game Best3オフ                         | 鈴木このみ(ミティーちゃん)                                                                                     |
| 第9回（6月1日）    | 宿命のライバルオフ                                    | |
| 第10回（6月8日）   | 少年ジャンプオフ                                      | |
| 第11回（6月15日）  | ラブライブ!サンシャイン!!オフ                         | 逢田梨香子(だーりか)、高槻かなこ(きんこ)                                                                       |
| 第12回（6月22日）  | ワールドNo.1カップル決定オフ 略してワールドカップオフ | TRUE(†おつるえる†)                                                                                             |
| 第13回（6月29日）  | 2018春アニメ振り返りオフ                              | 小松未可子(こまりんば)                                                                                         |
| 第14回（7月6日）   | 歌い手オフ                                            | 天月(あまもん)                                                                                                 |
| 第15回（7月13日）  | 水着回オフ                                            | 織田かおり(だっかーお)                                                                                         |
| 第16回（7月20日）  | NARUTOオフ                                            | Qyoto(中園勇樹(秘密の中園)、RYOTA.(オタ偏セブンティー)、TSUCHIYA(ギター弾くマン))                              |
| 第17回（7月27日）  | 2018夏アニメオフ                                      | 花澤香菜(かにゃにゃん)                                                                                         |
| 第18回（8月3日）   | FGOオフ                                               | 入野自由(イッティー)                                                                                           |
| 第19回（8月10日）  | ズッティー生誕祭記念ホラーオフ                        | ALI PROJECT(宝野アリカ(アリンセス)、片倉三起也(ザンギエル))                                                    |
| 第20回（8月17日）  | スポーツオフ                                          | 大塚剛央(オフ塚剛央)                                                                                           |
| 第21回（8月24日）  | 委員長オフ                                            | スタァライト九九組(小山百代(モモゼル)、佐藤日向(ひなぼし)、岩田陽葵(ハルキッティー)、小泉萌香(こいずみみずく)) |
| 第22回（8月31日）  | 名言オフ                                              | 黒流(暗黒より蘇りし黒龍)、蜷川べに(BN3)、梶裕貴(梶きゅん)、代永翼(まいにち代永)、久野美咲(ホークノ)            |
| 第23回（9月7日）   | 日常系アニメオフ                                      | 亜咲花(あしゃまる)                                                                                             |
| 第24回（9月14日）  | ペルソナオフ                                          | |
| 第25回（9月21日）  | 飯テロオフ                                            | YURiKA(ゆリンゴ)、大原ゆい子(ユイえもん)                                                                       |
| 第26回（9月28日）  | とあるシリーズオフ                                    | 茅原実里(チロリん)                                                                                             |
| 第27回（10月5日）  | 2018夏アニメ振り返りオフ                              | GARNiDELiA(MARiA(†メイリアル†)、toku(さすtoku))                                                                |
| 第28回（10月12日） | 女子校アニメオフ                                      | 椿鬼奴(コハルギ・メヌ)                                                                                         |
| 第29回（10月19日） | マリオシリーズオフ                                    | halca(たいやき姫)                                                                                              |
| 第30回（10月26日） | 2018秋アニメオフ                                      | |
| 第31回（11月2日）  | メイドキャラオフ                                      | 純情のアフィリア(渚カオリ(カオリンガル)、夏目ベール(ベルノ))                                                   |
| 第32回（11月9日）  | 武器オフ                                              | |
| 第33回（11月16日） | ポケモンオフ                                          | YURiKA(ゆリンゴ)、大原ゆい子(ユイえもん)                                                                       |
| 第34回（11月23日） | ガールズ&パンツァーオフ                               | 蝶野正洋 |
| 第35回（11月30日） | 擬人化オフ                                            | 中川翔子(中川氏)                                                                                               |
| 第36回（12月7日）  | 後輩キャラオフ                                        | 早見沙織(さす早)                                                                                               |
| 第37回（12月14日） | 声優オフ                                              | 茅原実里(チロリん)                                                                                             |
| 第38回（12月21日） | クリスマス回オフ                                      | |
| 第39回（12月28日） | 2018秋アニメ振り返りオフ                              | 鈴木このみ(ミティーちゃん)                                                                                     |

| 2019年             | 2019年                                                        | 2019年                                                                                                |
| 放送回数（放送日） | テーマ                                                        | ゲスト(オフネーム)                                                                                    |
| ------------------ | ------------------------------------------------------------- | --- |
| 第40回（1月4日）   | おふらじ!アワード2018                                         | |
| 第41回（1月11日)   | 聖地オフ                                                      | |
| 第42回（1月18日）  | ジブリオフ                                                    | 津田美波(津田麻呂)、 藤井ゆきよ(アルパカナイト)                                                       |
| 第43回（1月25日）  | 2019冬アニメオフ                                              | 亜咲花(あしゃまる)                                                                                    |
| 第44回（2月1日）   | オタクの目覚めオフ                                            | 神谷明(アッキー)                                                                                      |
| 第45回（2月8日）   | イケメン総選挙オフ                                            | halca(たいやき姫)                                                                                     |
| 第46回（2月15日）  | 少女☆歌劇 レヴュースタァライトオフ                            | スタァライト九九組(小山百代(モモゼル)、小泉萌香(こいずみみずく)、富田麻帆(TIT)、相羽あいな(相羽記念)) |
| 第47回（2月22日）  | マスコットキャラオフ                                          | ドラえもん、のび太、生田鷹司(生田先生)                                                                |
| 第48回（3月1日）   | コスプレオフ                                                  | |
| 第49回（3月8日）   | 卒業式回オフ                                                  | |
| 第50回（3月15日）  | †AWAjel†(アワジェル)生誕記念ラブライブ!サンシャイン!!オフ     | |
| 第51回（3月22日）  | ニコニコ動画オフ                                              | |
| 第52回（3月29日）  | 2019冬アニメ振り返りオフ                                      | 小倉唯(おぐらっぷる)                                                                                  |
| 第53回（4月5日）   | まってぃー(町屋)におふ教オフ                                  | 入野自由(イッティー)                                                                                  |
| 第54回（4月12日）  | 衝撃の1話オフ                                                 | 増田俊樹(マスタブル)                                                                                  |
| 第55回（4月19日）  | 2019春アニメオフ                                              | |
| 第56回（4月26日）  | サービス回オフ                                                | |
| 第57回（5月3日）   | 平成ベストゲーム プレステ編オフ                               | |
| 第58回（5月10日）  | バブみを感じてオギャりたくなるキャラオフ                      | |
| 第59回（5月17日）  | 部長キャラオフ                                                | May'n(†メイゼル†)                                                                                     |
| 第60回（5月24日）  | 機動戦士ガンダム 1stオフ                                      | |
| 第61回（5月31日）  | 幼女キャラオフ                                                | |
| 第62回（6月7日）   | 平成ベストゲーム 任天堂-Nintendo-編オフ                       | 鈴木このみ(ミティーちゃん)                                                                            |
| 第63回（6月14日）  | 平成ベストアニソンオフ                                        | 亜咲花(あしゃまる)、中島愛(愛シューター)                                                              |
| 第64回（6月21日）  | トラウマ回オフ                                                | 東山奈央(レインボイスやまん)                                                                          |
| 第65回（6月28日）  | 世界半端なくかっこいい王子ベスト20決定会議オフ、略してH20オフ | |
| 第66回（7月5日）   | 2019春アニメ振り返りオフ                                      | 中川翔子(中川氏)                                                                                      |
| 第67回（7月12日）  | 格ゲーオフ                                                    | 楠田亜衣奈(くすだマドリード)                                                                          |
| 第68回（7月19日）  | 新海誠オフ                                                    | |
| 第69回（7月26日）  | PrayForKyoaniオフ                                             | |
| 第70回（8月2日）   | 2019夏アニメオフ                                              | 大原ゆい子(ユイえもん)                                                                                |
| 第71回（8月9日）   | ズッティー生誕記念ホラーアニメオフ                            | halca(たいやき姫)                                                                                     |
| 第72回（8月16日）  | ドラクエ lからVオフ                                           | そらる(プリンスそらイム)                                                                              |
| 第73回（8月23日）  | 今日は1時間半NHKアニメ三昧(ざんみ)オフ                        | 内田真礼(マレさん)                                                                                    |
| 第74回（8月30日）  | ラッキースケベオフ                                            | ALI PROJECT(宝野アリカ(アリンセス)、片倉三起也(ザンギエル))                                           |
| 第75回（9月6日）   | 妹キャラオフ                                                  | 大橋彩香(†へごちえる†)                                                                                |
| 第76回（9月13日）  | ボカロオフ                                                    | 生田鷹司(生田先生)                                                                                    |
| 第77回（9月20日）  | バンドアニメオフ                                              | |
| 第78回（9月27日）  | 2019夏アニメ振り返りオフ                                      | |
| 第79回（10月4日）  | ヒプノシスマイクオフ                                          | |
| 第80回（10月11日） | ドラえもんオフ                                                | 大原ゆい子(ユイえもん)                                                                                |
| 第81回（10月18日） | 赤髪キャラオフ                                                | 亜咲花(あしゃまる)                                                                                    |
| 第82回（10月25日） | 2019秋アニメオフ                                              | 山田高弘(ヤマハレ)                                                                                    |
| 第83回（11月1日）  | 先生キャラオフ                                                | 富田美憂(みゆフィン)                                                                                  |
| 第84回（11月8日）  | キスシーンオフ                                                | 安野希世乃(クレバーきよの)                                                                            |
| 第85回（11月15日） | ダンスシーンオフ                                              | halca(たいやき姫)                                                                                     |
| 第86回（11月22日） | いい夫婦オフ                                                  | 堀江由衣(ホーリーエ・ンジェル)                                                                        |
| 第87回（11月29日） | ぽっちゃりキャラオフ                                          | 鈴木このみ(ミティーちゃん)                                                                            |
| 第88回（12月6日）  | 魔法少女オフ                                                  | 関弘美(ヒロミDX)、佐藤純一(ジュンイチーデ)、栗山緑(KYグリーン)、大和屋暁(ルージュドルーン)            |
| 第89回（12月13日） | 友達にしたいキャラオフ                                        | |
| 第90回（12月20日） | †AWAjel†が公共の場で"じゅるり"を披露した為、謹慎放送オフ      | 阪口大助(大佐)                                                                                        |
| 第91回（12月27日） | 2019秋アニメ振り返りオフ                                      | |

| 2020年              | 2020年                                                                         | 2020年                                                      |
| 放送回数（放送日）  | テーマ                                                                         | ゲスト(オフネーム)                                          |
| ------------------- | ------------------------------------------------------------------------------ | ----------------------------------------------------------- |
| 第92回（1月3日）    | おふらじ!アワード2019                                                          |                                                             |
| 第93回（1月10日）   | ショートアニメオフ                                                             |                                                             |
| 第94回（1月17日）   | 続編劇場版アニメオフ                                                           |                                                             |
| 第95回（1月24日）   | ラブライブ!オフ                                                                |                                                             |
| 第96回（1月31日）   | 2020冬アニメオフ                                                               |                                                             |
| 第97回（2月7日）    | 涼宮ハルヒオフ                                                                 | 茅原実里(チロリん)                                          |
| 第98回（2月14日）   | バレンタインにチョコを渡したいメンズキャラオフ                                 |                                                             |
| 第99回（2月21日）   | Nintendo Switchオフ                                                            | 鈴木愛奈(千年の大地に降臨せし北神ちゃん)                    |
| 第100回（2月28日）  | おふらじ!EX放送100回記念 おふらじオフ                                          |                                                             |
| 第101回（3月6日）   | 大きなプライドを持った自尊心の高いキャラオフ、略しておぷらじオフ               | 佐々木李子(李子たんぽ)                                      |
| 第102回（3月13日）  | †AWAjel†生誕祭記念 北海道オフ                                                  |                                                             |
| 第103回（3月20日）  | 負けヒロインオフ                                                               |                                                             |
| 第104回（3月27日）  | ADクレメンス卒業記念 バインバインキャラオフ                                    |                                                             |
| 第105回（4月3日）   | 2020冬アニメ振り返りオフ                                                       | 樋口楓(ダイメイプル)                                        |
| 第106回（4月10日）  | 2クールアニメオフ                                                              | 入野自由(イッティー)                                        |
| 第107回（4月17日）  | どうぶつの森オフ                                                               | ウォルピスカーター(†WOLjel†)                                |
| 第108回（4月24日）  | 追悼 藤原啓治オフ                                                              |                                                             |
| 第109回（5月1日）   | 2020春アニメオフ                                                               |                                                             |
| 第110回（5月8日）   | Fate/stay night・Fate/Zeroオフ                                                 |                                                             |
| 第111回（5月15日）  | スピンオフアニメ作品オフ                                                       |                                                             |
| 第112回（5月22日）  | スマホゲームオフ                                                               | Rain Drops                                                  |
| 第113回（5月29日）  | タバコが似合うキャラオフ                                                       |                                                             |
| 第114回（6月5日）   | 男の娘オフ                                                                     |                                                             |
| 第115回（6月12日）  | 相棒オフ                                                                       |                                                             |
| 第116回（6月19日）  | パパキャラオフ                                                                 | 鬼頭明里(アカリングフィールド)                              |
| 第117回（6月26日）  | 花江夏樹オフ                                                                   |                                                             |
| 第118回（7月3日）   | 2020春アニメ振り返りオフ                                                       |                                                             |
| 第119回（7月10日）  | 正義の味方オフ                                                                 |                                                             |
| 第120回（7月17日）  | 嘘つきキャラオフ                                                               |                                                             |
| 第121回（7月24日）  | スポーツ名勝負オフ                                                             |                                                             |
| 第122回（8月7日）   | 2020夏アニメオフ                                                               | ALI PROJECT(宝野アリカ(アリンセス)、片倉三起也(ザンギエル)) |
| 第123回（8月14日）  | ズッティー生誕祭記念、ある意味ホラー！忘れられない恐怖の作画ミス、作画崩壊オフ |                                                             |
| 第124回（8月21日）  | かませ犬キャラオフ                                                             | 森崎ウィン(鳳凰院WIN)                                       |
| 第125回（8月28日）  | ひぐらしのなく頃にオフ                                                         |                                                             |
| 第126回（9月4日）   | バブってオギャルフェスオフ略して、オーフェスオフ                               |                                                             |
| 第127回（9月11日）  | 王オフ                                                                         |                                                             |
| 第128回（9月18日）  | ヴァイオレット・エヴァーガーデンオフ                                           |                                                             |
| 第129回（9月25日）  | スーパーマリオ64,サンシャイン,ギャラクシーオフ                                 | YURiKA(ゆリンゴ)、大原ゆい子(ユイえもん)                    |
| 第130回（10月2日）  | 2020 夏アニメ振り返りオフ                                                      |                                                             |
| 第131回（10月9日）  | 食欲の秋 帰ってきた！飯テロオフ                                                | 亜咲花(あしゃまる)                                          |
| 第132回（10月16日） | ラスボスオフ                                                                   |                                                             |
| 第133回（10月23日） | 2020秋アニメオフ                                                               | 佐々木李子(李子たんぽ)                                      |
| 第134回（10月30日） | 初恋のキャラオフ                                                               |                                                             |
| 第135回（11月6日）  | 恥ずかしがり屋さんオフ                                                         | 工藤晴香(せやかて工藤)、花澤香菜(かなな)                    |
| 第136回（11月13日） | 日本を好きになっちゃうアニメオフ                                               | Otomania                                                    |
| 第137回（11月20日） | プレイステーション２オフ                                                       | 諏訪ななか                                                  |
| 第138回（11月27日） | 福山潤オフ                                                                     | ピノキオピー                                                |
| 第139回（12月4日）  | ゆいオフ                                                                       | 石川由依(石川アマリリス由依)                                |
| 第140回（12月11日） | 10億でオタ活オフ                                                               | 大平峻也(ロップイヤー峻也)                                  |
| 第141回（12月18日） | 鬼滅の刃オフ                                                                   | 高槻かなこ(きんこ)                                          |
| 第142回（12月25日） | 2020秋アニメ振り返りオフ                                                       |                                                             |

| 2021年              | 2021年                                                | 2021年                                                                                       |
| 放送回数（放送日）  | テーマ                                                | ゲスト(オフネーム)                                                                           |
| ------------------- | ----------------------------------------------------- | -------------------------------------------------------------------------------------------- |
| 第143回（1月1日）   | オフレターオフ                                        |                                                                                              |
| 第144回（1月8日）   | おふらじ!アワード2020                                 |                                                                                              |
| 第145回（1月15日）  | 銀魂オフ                                              |                                                                                              |
| 第146回（1月22日）  | 2021冬アニメオフ                                      | 小林愛香(小林一番)                                                                           |
| 第147回（1月29日）  | 鬼オフ                                                | 鹿乃(らしんばんび)                                                                           |
| 第148回（2月5日）   | 守りたい、この笑顔オフ                                | 亜咲花(あしゃまる)                                                                           |
| 第149回（2月12日）  | バレンタイン回オフ                                    | 中島愛(愛シューター)                                                                         |
| 第150回（2月19日）  | 猫キャラオフ                                          |                                                                                              |
| 第151回（2月26日）  | ニンテンドーDSオフ                                    |                                                                                              |
| 第152回（3月5日）   | ディズニーオフ                                        |                                                                                              |
| 第153回（3月12日）  | †AWAjel†生誕祭記念 Template:百合 (ジャンル)           |                                                                                              |
| 第154回（3月19日）  | ズッティー卒業直前！退場して欲しくなかったキャラ オフ | 黒流(暗黒より蘇りし黒龍)、湯毛(たけしドライバー)、大原ゆい子(ユイえもん)、亜咲花(あしゃまる) |
| 第155回（3月26日）  | 人生を変えたアニメやゲーム、漫画の名言オフ            |                                                                                              |
| 第156回（4月2日）   | 2021冬アニメ振り返りオフ                              |                                                                                              |
| 第157回（4月9日）   | 新世紀エヴァンゲリオンオフ                            |                                                                                              |
| 第158回（4月16日）  | THE 主人公キャラオフ                                  |                                                                                              |
| 第159回（4月23日）  | 2021春アニメオフ                                      | 降幡愛(ふりユニバース)                                                                       |
| 第160回（4月30日）  | ゲームの技・特技オフ                                  | 鈴木このみ(ミティーちゃん)                                                                   |
| 第161回（5月7日）   | 俺を産んでくれオフ                                    | CHiCO with HoneyWorks(チコタリアン)                                                          |
| 第162回（5月14日）  | 2012春アニメオフ                                      |                                                                                              |
| 第163回（5月21日）  | 探偵オフ                                              | 富田美憂(みゆフィン)                                                                         |
| 第164回（5月28日）  | 熱血キャラオフ                                        | ウォルピスカーター(†WOLjel†)                                                                 |
| 第165回（6月4日）   | 姉様キャラオフ                                        | Saint Snow(田野アサミ(タノサマ)、佐藤日向(ひなぼし))                                         |
| 第166回（6月11日）  | ウマ娘オフ                                            | 和氣あず未(あじゅみー)、藤村和彦(ホースマスター和彦)                                         |
| 第167回（6月18日）  | ダメ親父オフ                                          | 大平峻也(ロップイヤー峻也)                                                                   |
| 第168回（6月25日）  | カードゲーム・カードオフ                              | 小林愛香(小林一番)                                                                           |
| 第169回（7月2日）   | 2021春アニメ振り返りオフ                              | May'n(†メイゼル†)                                                                            |
| 第170回（7月9日）   | NINTENDO 64オフ                                       | 鈴華ゆう子(スズッティー)                                                                     |
| 第171回（7月16日）  | これが僕の私の青春オフ                                |                                                                                              |
| 第172回（7月23日）  | オフリンピック最強キャラ決定戦オフ                    | 藍井エイル(めんこえいる)                                                                     |
| 第173回（7月30日）  | 2021夏アニメオフ                                      |                                                                                              |
| 第174回（8月6日）   | ホラーオフ                                            | Gothic×Luck(八木ましろ(マシリウス)、菅まどか(マドカギウス))                                  |
| 第175回（8月13日）  | 細田守オフ                                            | 細田守(まもちゃん)                                                                           |
| 第176回（8月20日）  | 海だぁー！オフ                                        | TRUE(†おつるえる†)                                                                           |
| 第177回（8月27日）  | 厨二フェスティバルオフ                                | harmoe(岩田陽葵(ハルキッティー)、小泉萌香(こいずみみずく))                                   |
| 第178回（9月3日）   | 思わず草生えるクソゲーオフ                            | 樋口楓(ダイメイプル)                                                                         |
| 第179回（9月10日）  | 鈴木このみオフ                                        | 鈴木このみ(ミティーちゃん)、世界 (パフォーマー)(セカフェル)、皆川純子(クールJ)               |
| 第180回（9月17日）  | ChouCho、亜咲花オフ                                   | ChouCho(カチョーシャ)、亜咲花(あしゃまる)                                                    |
| 第181回（9月24日）  | はじめて行ったアニソンライブ、イベントオフ            | ワタナベフラワームサ(ムサムサMAX)                                                            |
| 第182回（10月1日）  | 2021夏アニメまとめオフ                                |                                                                                              |
| 第183回（10月8日）  | テイルズ・オブシリーズオフ                            |                                                                                              |
| 第184回（10月15日） | 怒りん坊キャラオフ                                    | CHiCO with HoneyWorks(チコタリアン)                                                          |
| 第185回（10月22日） | 2021秋アニメオフ                                      |                                                                                              |
| 第186回（10月29日） | コスチューム・衣装オフ                                |                                                                                              |
| 第187回（11月5日）  | 文化系主人公オフ                                      |                                                                                              |
| 第188回（11月12日） | スキンヘッドキャラオフ                                | GARNiDELiA(MARiA(†メイリアル†)、toku(さすtoku))                                              |
| 第189回（11月19日） | 茅原実里オフ                                          | 茅原実里(チロリん)                                                                           |
| 第190回（11月26日） | ポケットモンスターオフ                                | ChouCho(カチョーシャ)                                                                        |
| 第191回（12月3日）  | ジブリ、宮崎駿、鈴木敏夫オフ                          | 島本須美(†スミジェル†)                                                                       |
| 第192回（12月10日） | この寮に住みたい！オフ                                | 学芸大青春(星野陽介(スター)、南優輝(シャイニング)、内田将綺(ジェネラル))                     |
| 第193回（12月17日） | ジャンプオフ                                          | 世界 (パフォーマー)(セカフェル)                                                              |
| 第194回（12月24日） | キエニー生誕記念 妖怪オフ                             | 蒼井翔太(エンジェル)                                                                         |
| 第195回（12月31日） | 2021秋アニメ振り返りオフ                              |                                                                                              |

| 2022年              | 2022年                                                    | 2022年                                                                                           |
| 放送回数（放送日）  | テーマ                                                    | ゲスト(オフネーム)                                                                               |
| ------------------- | --------------------------------------------------------- | ------------------------------------------------------------------------------------------------ |
| 第196回（1月7日）   | おふらじ!アワード2021                                     |                                                                                                  |
| 第197回（1月14日）  | 武士オフ                                                  | 小笠原仁(ジンライバー)                                                                           |
| 第198回（1月21日）  | 2022冬アニメオフ                                          | 伊藤美来(ミクゲッティ)                                                                           |
| 第199回（1月28日）  | 神谷浩史誕生祭オフ                                        | 鹿乃(らしんばんび)                                                                               |
| 第200回（2月4日）   | オフリンピック大阪 中国代表決定戦 中国人キャラオフ        |                                                                                                  |
| 第201回（2月11日）  | 麻枝准オフ                                                | 藍井エイル(めんこいる)                                                                           |
| 第202回（2月18日）  | 魔法科高校シリーズオフ                                    | ASCA(ジャガ・ジャガー)                                                                           |
| 第203回（2月25日）  | クリアできずに心が折れたゲームオフ                        | イケてるハーツ(小泉椎香(コイズミカエル)、柚木菜花(なははん))                                     |
| 第204回（3月4日）   | ドラえもんオフ                                            | ドラえもん 野比のび太                                                                            |
| 第205回（3月11日）  | †AWAjel†生誕祭記念 ブシロードオフ                         |                                                                                                  |
| 第206回（3月18日）  | 音ゲーオフ                                                | Hinano(たぬき)                                                                                   |
| 第207回（3月25日）  | 昭和アニメオフ                                            | ウォルピスカーター(†WOLjel†)                                                                     |
| 第208回（4月1日）   | 裏切り者キャラオフ                                        | スピラ・スピカ(幹葉(おしゃ魔女幹葉))                                                             |
| 第209回（4月8日）   | 2022年冬アニメ振り返りオフ                                | 鈴木愛奈(千年の大地に降臨せし北神ちゃん)、岡田直子(オカラ松)                                     |
| 第210回（4月15日）  | 記憶を消してもう1度やりたいゲームオフ                     | DIALOGUE+(内山悠里菜(ポットにゃ)、鷹村彩花(ケトル))                                              |
| 第211回（4月22日）  | 戦国・歴史系アニメ オフ                                   | 富田美憂(みゆフィン)                                                                             |
| 第212回（4月29日）  | 2022年春アニメオフ                                        |                                                                                                  |
| 第213回（5月6日）   | バブみを感じてオギャリたいキャラオフ                      |                                                                                                  |
| 第214回（5月13日）  | 五月病を吹き飛ばせ！ギャグ漫画・アニメオフ                |                                                                                                  |
| 第215回（5月20日）  | 2次元男性グループオフ                                     | 寺島拓篤(ヨタシー)                                                                               |
| 第216回（5月27日）  | 双子以上オフ                                              | ChouCho(カチョーシャ)                                                                            |
| 第217回（6月3日）   | 雨のシーンオフ                                            |                                                                                                  |
| 第218回（6月10日）  | ラブライブ!シリーズオフ                                   | ワタナベフラワームサ(ムサムサMAX)、楠木ともり(麦ともちゃん)                                      |
| 第219回（6月17日）  | ボスキャラオフ                                            |                                                                                                  |
| 第220回（6月24日）  | パパ活オフ                                                |                                                                                                  |
| 第221回（7月1日）   | 2022春アニメ振り返りオフ                                  |                                                                                                  |
| 第222回（7月8日）   | 乗り物オフ                                                | 伊藤桃(桃鉄)                                                                                     |
| 第223回（7月15日）  | ファミコン・スーパーファミコンオフ                        | May'n(†メイゼル†)                                                                                |
| 第224回（7月22日）  | 花澤香菜オフ                                              | 花澤香菜(かにゃにゃん)                                                                           |
| 第225回（7月29日）  | 2022年夏アニメオフ                                        | 学芸大青春(星野陽介(スター)、南優輝(シャイニング)                                                |
| 第226回（8月5日）   | とっとこアニマル太郎オフ                                  |                                                                                                  |
| 第227回（8月12日）  | 夏はやっぱりホラー！ヤンデレオフ                          |                                                                                                  |
| 第228回（8月19日）  | ポカロオフ                                                |                                                                                                  |
| 第229回（8月26日）  | ワンピースオフ                                            | ClariS(クララ(クラリコ)カレン(カレリコ))                                                         |
| 第230回（9月2日）   | カムバックオフ                                            | 八王子P(ハッピー)                                                                                |
| 第231回（9月9日）   | キュンキュン告白オフ                                      |                                                                                                  |
| 第232回（9月16日）  | 最強ジジイキャラオフ                                      | 石田祐康(テテ)                                                                                   |
| 第233回（9月23日）  | 食欲の秋！深夜の飯テロオフ                                | ZAQ(ざくひか)                                                                                    |
| 第234回（9月30日）  | 2022年夏アニメまとめオフ                                  | 亜咲花(あしゃまる)                                                                               |
| 第235回（10月7日）  | スポーツライバルオフ                                      | 夏川椎菜(サニちゃん)                                                                             |
| 第236回（10月14日） | アイドルオフ                                              | 白井悠介(しらいむ)、NACHERRY(村上奈津実(みくる)、田中ちえ美(えみたん))、黒流(暗黒より蘇りし黒龍) |
| 第237回（10月21日） | 松岡禎丞オフ                                              |                                                                                                  |
| 第238回（10月28日） | 2022年秋アニメオフ                                        | Taiki山崎大輝(ザッフィー)                                                                        |
| 第239回（11月4日）  | 推し代理戦争オフ 学園青春アニメvs剣と魔法のバトルアニメ編 | うみくん(†UMIjel†)                                                                               |
| 第240回（11月11日） | 田中将賀キャラデザ作品オフ                                | nano.RIPEきみコ(ナノ谷)                                                                          |
| 第241回（11月18日） | ポケモンオフ                                              | CHiCO with HoneyWorks(チコタリアン)                                                              |
| 第242回（11月25日） | 入浴シーンオフ                                            | 栗林みな実(マロミー)                                                                             |
| 第243回（12月2日）  | 青髪キャラオフ                                            | 岡咲美保(ミホ=テンペスト)                                                                        |
| 第244回（12月9日）  | スマホゲームオフ                                          | INI(佐野雄大(ユリウス))                                                                          |
| 第245回（12月16日） | 転校生オフ                                                | 富田美憂(みゆフィン)                                                                             |
| 第246回（12月23日） | キエニー生誕記念 音楽アニメオフ                           | 小林愛香(小林一番)                                                                               |
| 第247回（12月30日） | 2021秋アニメ振り返りオフ                                  |                                                                                                  |

| 2023年              | 2023年                                                     | 2023年                                                                          |
| 放送回数（放送日）  | テーマ                                                     | ゲスト(オフネーム)                                                              |
| ------------------- | ---------------------------------------------------------- | ------------------------------------------------------------------------------- |
| 第248回（1月6日）   | おふらじ!アワード2022                                      |                                                                                 |
| 第249回（1月13日）  | 最強の剣士決定戦オフ                                       | 22/7(西條和(うにゃーご) 涼花萌(もえまる))                                       |
| 第250回（1月20日）  | 積みげーオフ                                               | 琴音(こととーん)                                                                |
| 第251回（1月27日）  | 2023冬アニメオフ                                           | halca(たいやき姫)                                                               |
| 第252回（2月3日）   | 小野大輔オフ                                               | 小野大輔(荒波亭黒潮丸)                                                          |
| 第253回（2月10日）  | もうすぐバレンタイン！チョコをあげたい髭男dismなキャラオフ | 安野希世乃(クレバーきよの)                                                      |
| 第254回（2月17日）  | 働き者キャラオフ                                           |                                                                                 |
| 第255回（2月24日）  | 中華娘キャラオフ                                           | Liyuu(マリンスター)                                                             |
| 第256回（3月3日）   | ロボットキャラオフ                                         | ドラえもん 野比のび太                                                           |
| 第257回（3月10日）  | ◯◯マンオフ                                                 |                                                                                 |
| 第258回（3月17日）  | †AWAjel†生誕記念 高学歴キャラオフ                          |                                                                                 |
| 第259回（3月24日）  | 三人組(トリオ)キャラオフ                                   |                                                                                 |
| 第260回（3月31日）  | 2023冬アニメ 振り返りオフ                                  | 安月名莉子(リコチ)                                                              |
| 第261回（4月7日）   | この声になりたい！声優オフ                                 | ASOBI同盟(りみー(リミヒメ)、とくみくす(✝︎とくみかえる✝︎)) 國府田マリ子(まりゅう♡) |
| 第262回（4月14日）  | ラブコメオフ                                               | ASOBI同盟(りみー(リミヒメ)、とくみくす(✝︎とくみかえる✝︎))                         |
| 第263回（4月21日）  | 当て馬キャラオフ                                           | ASOBI同盟(りみー(リミヒメ)、とくみくす(✝︎とくみかえる✝︎)) 南條愛乃                |
| 第264回（4月28日）  | 2023春アニメオフ                                           | ASOBI同盟(りみー(リミヒメ)、とくみくす(✝︎とくみかえる✝︎))                         |
| 第265回（5月5日）   | ティーチャーオフ                                           | PENGUIN RESEARCH(生田鷹司(生田先生)、堀江晶太(ケムムム！))                      |
| 第266回（5月12日）  | やり込んだマリオシリーズオフ                               | 学芸大青春(内田将綺(ジェネラル)、仲川蓮(リバー))                                |
| 第267回（5月19日）  | 伝説オフ                                                   | ウォルピスカーター(†WOLjel†)                                                    |
| 第268回（5月26日）  | ゲーセンオフ                                               | 花江夏樹(ナツンズ) 桜田ひより(ヒヨチュン)                                       |
| 第269回（6月2日）   | ネムネムキャラオフ                                         | 22/7(西條和(うにゃーご) 椎名桜月(うさるな))                                     |
| 第270回（6月9日）   | 水属性キャラオフ                                           |                                                                                 |
| 第271回（6月16日）  | 20世紀&21世紀アニメジャンル別代表決定オフ                  | 南かおり(ミナミンスキー) ワタナベフラワームサ(ムサムサMAX)                      |
| 第272回（6月23日）  | マッチョオフ                                               | ClariS(クララ(クラリコ)カレン(カレリコ))                                        |
| 第273回（6月30日）  | 2023春アニメまとめオフ                                     |                                                                                 |
| 第274回（7月7日）   | 星に願いを！こんなゲームを作ってくれオフ                   | 岬なこ(なこしやき)                                                              |
| 第275回（7月14日）  | 海の日直前ギャルオフ                                       | 井尻晏菜(ことのはんな)                                                          |
| 第276回（7月21日）  | ジブリオフ                                                 | 黒流(暗黒より蘇りし黒龍)、蜷川べに(BN3)                                         |
| 第277回（7月28日）  | 2023夏アニメオフ                                           |                                                                                 |
| 第278回（8月4日）   | スピード自慢キャラオフ                                     | 斉藤朱夏(サマッシュ)                                                            |
| 第279回（8月11日）  | 山の日記念！オタ活マウントオフ                             |                                                                                 |
| 第280回（8月18日）  | アニメあるある川柳オフ                                     | あるふぁきゅん(あるふぁみれど)                                                  |
| 第281回（8月25日）  | 夏休みに見たいアニメ映画オフ                               |                                                                                 |
| 第282回（9月1日）   | くいっと一杯酔っ払いキャラオフ                             | 樋口楓(ダイメイプル)                                                            |
| 第283回（9月8日）   | チャリンチャリン♪お金大好きキャラオフ                      | halca(たいやき姫)                                                               |
| 第284回（9月15日）  | ぴえん泣き虫キャラオフ                                     | 神谷明(アッキー)、関智一(トモンキー)                                            |
| 第285回（9月22日）  | みんなのオタ活コレクションオフ                             | 高野洸(AKダドン)                                                                |
| 第286回（9月29日）  | 2023夏アニメ振り返りオフ                                   |                                                                                 |
| 第287回（10月6日）  | タトゥーキャラオフ                                         |                                                                                 |
| 第288回（10月13日） | 病弱キャラオフ                                             |                                                                                 |
| 第289回（10月20日） | スケスケオフ                                               |                                                                                 |
| 第290回（10月27日） | 2023秋アニメオフ                                           |                                                                                 |
| 第291回（11月3日）  | 文化祭回オフ                                               | 鈴華ゆう子(スズッティー)                                                        |
| 第292回（11月10日） | ウイスキーストレートで飲みながら見たくなるワイルド作品オフ | 早見沙織(さす早)、内田真礼(マレさん)                                            |
| 第293回（11月17日） | インディーゲームオフ                                       | 中島由貴(なかしマリーナ)                                                        |
| 第294回（11月24日） | キンロー感謝オフ                                           | 栗林みな実(マロミー)                                                            |
| 第295回（12月1日）  | オカルトスピリチュアルキャラオフ                           | ワタナベフラワームサ(ムサムサMAX)                                               |
| 第296回（12月8日）  | ご当地アニメオフ                                           | 山田高弘(ヤマハレ)                                                              |
| 第297回（12月15日） | クリぼっち歓喜！三角関係修羅場オフ                         | YURiKA (歌手)(ゆリンゴ)                                                         |
| 第298回（12月22日） | キエニー生誕記念!結局顔!!イケメンキャラオフ                | 蒼井翔太(エンジェル)                                                            |
| 第299回（12月29日） | 2023秋アニメ振り返りオフ                                   |                                                                                 |

| 2024年              | 2024年                                                             | 2024年 |
| 放送回数（放送日）  | テーマ                                                             | ゲスト(オフネーム) |
| ------------------- | ------------------------------------------------------------------ | --- |
| 第300回（1月5日）   | おふらじ!アワード2023                                              | |
| 第301回（1月12日）  | ADナナリー生誕記念！鈴村健一オフ                                   | |
| 第302回（1月19日）  | 2024冬アニメオフ                                                   | |
| 第303回（1月26日）  | ぼっち・ざ・ろっく!オフ                                            | 結束バンド(青山吉能(ロンリー吉能)、鈴代紗弓(レインボー紗弓)、水野朔(ミネラル朔)、長谷川育美(ハッピービューティー育美))、 ヒグチアイ、 草野華余子 |
| 第304回（2月2日）   | 髭男dismなキャラオフ                                               | Official髭男dism(藤原聡(サトニー)、楢﨑誠(†NARAjel†))                                                                                            |
| 第305回（2月9日）   | 住みたいゲームの国オフ                                             | INI(佐野雄大(ユリウス)、後藤威尊(月太陽)、尾崎匠海(匠海・アルディーニ))                                                                          |
| 第306回（2月16日）  | 魔女オフ                                                           | そこに鳴る(鈴木重厚(グラビティ鈴木)、藤原美咲(ポムポムバナミィ)、斎藤翔斗(ショットラー))                                                         |
| 第307回（2月23日）  | 不死身・不老不死オフ                                               | |
| 第308回（3月1日）   | サニーの日!太陽のように明るい陽キャオフ                            | |
| 第309回（3月8日）   | 推しヘアスタイルオフ                                               | むﾄ(無敵のととと) |
| 第310回（3月15日）  | †AWAjel†が課金したくなるようなオリジナルスマホゲームを考えようオフ | |
| 第311回（3月22日）  | 一度は出してみたい必殺技オフ                                       | 斉藤朱夏(サマッシュ！) |
| 第312回（3月29日）  | 2024冬アニメ振り返りオフ                                           | 伊東健人(健人！健人！！健人！！！) |
| 第313回（4月5日）   | 桜満開！"さくら"が名前に入ったキャラオフ                           | |
| 第314回（4月12日）  | 春爛漫！ピンク髪オフ                                               | ウォルピスカーター(†WOLjel†) |
| 第315回（4月19日）  | デスゲームオフ                                                     | |
| 第316回（4月26日）  | 2024春アニメオフ                                                   | ClariS(クララ(クラリコ)カレン(カレリコ)) |
| 第317回（5月3日）   | GW!グッジョブな脇役キャラオフ                                      | ASOBI同盟(りみー(リミヒメ)、とくみくす(✝︎とくみかえる✝︎)) なすお☆(ぽよ坊ちゃん)                                                                    |
| 第318回（5月10日）  | フィギュア•プラモデルオフ                                          | LINKL PLANET(大音奏依(マトダム-P01)、佐藤咲菜(ZV-サナファイター))                                                                                |
| 第319回（5月17日）  | パパ・ママの名言オフ                                               | |
| 第320回（5月24日）  | 小西克幸オフ                                                       | 八木海莉(デスティリー) |
| 第321回（5月31日）  | ドッグキャラオフ                                                   | 中島怜(レイニー) |
| 第322回（6月7日）   | 無駄に豪華な作品オフ                                               | |
| 第323回（6月14日）  | 人生を変えた作品オフ                                               | 岩崎和夫(Mr. KZEX)、宮田俊哉(桐生ミャニキ) |
| 第324回（6月21日）  | アイキャッチオフ                                                   | |
| 第325回（6月28日）  | 格ゲーオフ                                                         | ASCA](ジャガ・ジャガー) |
| 第326回（7月5日）   | 2024春アニメ振り返りオフ                                           | 岸田教団&THE明星ロケッツ(岸田(暗黒の騎士 D)、 ichigo(ichigo天衝))                                                                                |
| 第327回（7月12日）  | 3Dアニメオフ                                                       | トゲナシトゲアリ(理名(リーナ)、夕莉(モモユリ)) ※キエニー検定10回合格のみたらし団子さん、スタジオご招待！                                         |
| 第328回（7月19日）  | 西尾維新作品オフ                                                   | |
| 第329回（7月26日）  | 2024夏アニメオフ                                                   | |
| 第330回（8月2日）   | オフリンピック 衝撃波王決定戦オフ                                  | Official髭男dism(藤原聡(サトニー)、松浦匡希(スシキング))                                                                                         |
| 第331回（8月9日）   | オフリンピック マヌケ王オフ                                        | |
| 第332回（8月16日）  | ある意味ホラー!?キエニーに似ているキャラオフ                       | |
| 第333回（8月23日）  | ゲームのオープニングオフ                                           | |
| 第334回（8月30日）  | 空オフ                                                             | 小林愛香(小林一番) |
| 第335回（9月6日）   | オフリンピックNO.1 苦労人決定戦オフ                                | ナナヲアカリ(†セブン・ライチュ†) |
| 第336回（9月13日）  | 俺の孫になってくれ！ロリキャラショタキャラオフ                     | |
| 第337回（9月20日）  | 長井龍雪オフ                                                       | 長井龍雪(ドラゴンスノー)、前田拳太郎(おにぎり亭こぶし太郎)                                                                                       |
| 第338回（9月27日）  | 2024夏アニメ振り返りオフ                                           | 小倉唯(おぐらっぷる) |
| 第339回（10月4日）  | モンスターオフ                                                     | 鈴木このみ(ミティちゃん) |
| 第340回（10月11日） | 仲間想いキャラオフ                                                 | 和楽器バンド(鈴華ゆう子(スズッティー)、町屋(まってぃー)、蜷川べに(BN3))                                                                          |
| 第341回（10月18日） | 月オフ                                                             | |
| 第342回（10月25日） | 2024秋アニメオフ                                                   | sajou no hana(sana (sajou no hanaのボーカリスト)(ホッシー))                                                                                      |
| 第343回（11月1日）  | キングオブ推しオフ                                                 | 岡田直子(待つのオカラ松) |
| 第344回（11月8日）  | 牙オフ                                                             | |
| 第345回（11月15日） | かれんオフ                                                         | |
| 第346回（11月22日） | 独身キャラオフ                                                     | 中川翔子(中川氏) |
| 第347回（11月29日） | 足技キャラオフ                                                     | 22/7(西條和(うにゃーご) 四条月(るろうな)) |
| 第348回（12月6日）  | PS2オフ                                                            | LINKL PLANET(荒井芽依(ME-ライジング)、佐藤咲菜(ZV-サナファイター))                                                                               |
| 第349回（12月13日） | 入浴シーンサービス回オフ                                           | Aqours(斉藤朱夏(サマッシュ)、小林愛香(小林一番)、降幡愛(ふりユニバース))                                                                         |
| 第350回（12月20日） | キエニー生誕記念翼の生えたキャラオフ                               | |
| 第351回（12月27日） | 2024秋アニメ 振り返りオフ                                          | |

| 2025年             | 2025年                                                     | 2025年                                                                           |
| 放送回数（放送日） | テーマ                                                     | ゲスト(オフネーム)                                                               |
| ------------------ | ---------------------------------------------------------- | -------------------------------------------------------------------------------- |
| 第352回（1月2日）  | ヘビキャラオフ                                             |                                                                                  |
| 第353回（1月9日）  | 集まれキッズ！ポケモンオフ                                 |                                                                                  |
| 第354回（1月16日） | 出会いオフ                                                 | ASOBI同盟(りみー(リミヒメ)、とくみくす(✝︎とくみかえる✝︎))                          |
| 第355回（1月23日） | 敵から味方になったキャラ                                   |                                                                                  |
| 第356回（1月30日） | ママオフ                                                   |                                                                                  |
| 第357回（2月6日）  | 2025冬アニメオフ                                           |                                                                                  |
| 第358回（2月13日） | チョコみたいに甘〜いセリフ オフ                            | 三月のパンタシア(みあ(すずみあ))                                                 |
| 第359回（2月20日） | 生誕45周年記念中村悠一オフ                                 |                                                                                  |
| 第360回（2月27日） | ヒプマイオフ                                               |                                                                                  |
| 第361回（3月6日）  | 弟分オフ                                                   | 少女歌劇団ミモザーヌ(ちばひなの(なのしぃ)、ともだりのあの(のあしぃ))             |
| 第362回（3月13日） | †AWAjel†生誕記念ほっそりスマートで線が細い華奢なキャラオフ |                                                                                  |
| 第363回（3月20日） | まだまだ未熟！ケツの青いキャラオフ                         | じん(じんばっきゅ)                                                               |
| 第364回（3月27日） | 2025冬アニメ振り返りオフ                                   |                                                                                  |
| 第365回（4月3日）  | カプコンオフ                                               | 阪口大助(大佐)                                                                   |
| 第366回（4月10日） | 仮入部希望！オフ                                           | 虹ヶ咲学園スクールアイドル同好会(大西亜玖璃(アトランティー)林鼓子(コキアちゃん)) |
| 第367回（4月17日） | 2025春アニメオフ                                           |                                                                                  |
| 第368回（4月24日） | 宇宙人オフ                                                 |                                                                                  |
| 第369回（5月1日）  | 難読ゲーミングキャラオフ                                   |                                                                                  |
| 第370回（5月8日）  | 名探偵コナンオフ                                           |                                                                                  |
| 第371回（5月15日） | 関西弁キャラオフ                                           | 川畑泰史(かぁばばたー)                                                           |
| 第372回（5月22日） | デカイはロマンオフ                                         |                                                                                  |
| 第373回（5月29日） | 早見沙織生誕記念 さすはやオフ                              |                                                                                  |
| 第374回（6月5日）  | 3兄弟3姉妹オフ                                             |                                                                                  |
| 第375回（6月12日） | 世界の聖地巡礼オフ                                         | トゲナシトゲアリ(理名(リーナ)、夕莉(モモユリ)、朱李(シュパリー))                 |
| 第376回（6月19日） | メイドオフ                                                 | BAND-MAID(SAIKI(ちゃの子)、AKANE(マタネ))                                        |
| 第377回（6月26日） | 雷属性キャラオフ                                           | shallm(lia(デストリア))                                                          |
| 第378回（7月3日）  | 2025春アニメ振り返りオフ                                   | 前橋ウィッチーズ(本村玲奈(レナリオン市長)、咲川ひなの(ルリバニー))               |
| 第379回（7月10日） | 生徒会長オフ                                               |                                                                                  |
| 第380回（7月17日） | VTuberオフ                                                 | 緑仙(マイ仙)                                                                     |
| 第381回（7月24日） | 鳥キャラオフ                                               | 内田彩(にゃやー)                                                                 |
| 第382回（7月31日） | 鬼キャラオフ                                               | 花江夏樹(ナツンズ)、櫻井孝宏(たかゆう)                                           |
| 第383回（8月7日）  | 2025夏アニメオフ                                           | 影山ヒロノブ(スーパーシャドウ)                                                   |
| 第384回（8月14日） | ある意味ホラー†AWAjel†みたいに｢おこりんぼう｣キャラオフ     |                                                                                  |

その他、30分で語りきれなかったトークや、読みきれなかったお便りはYouTube公式チャンネルにて、毎回、オフトークとして公開されている。

## 公開録音
| 収録日        | 開催場所・イベント                                                                                     | ゲスト               |
| ------------- | --- | -------------------- |
| 2018年12月6日 | アニメイト大阪日本橋 animate O.N.SQUARE HALL 3F おふらじ!EX presents リアルオフ！第1回オフメイトの集い | 茅原実里             |
| 2019年1月12日 | エルシアター おふらじ!EX presentsリアルオフ！第2回オフメイトの集い                                     | 津田美波、藤井ゆきよ |
| 2019年5月2日  | アニメイト大阪日本橋 animate O.N.SQUARE HALL 3F おふらじ!EX presents リアルオフ！第3回オフメイトの集い | 和楽器バンド町屋     |
| 2023年8月23日 | Joshin日本橋店 7階イベントホール おふらじ!EX 公開収録                                                  |                      |
| 2023年12月2日 | 梅田ラテラル おふらじ！EX presentsリアルオフ！オフメイトの集い5周年SP！                                |                      |
| 2025年3月28日 | 心斎橋PARCO B2F特設会場 大カプコン展 カプコン展開催記念トークセッション                                | 阪口大助             |

## おふらじ！フェス
アニメやゲームのことを取り留めなく語るラジオの中のオフ会「おふらじ！EX」がお送りする最大のライブイベント
2020年3月29日、梅田シャングリラにて開催予定だった、おふらじ！フェス vol.2は新型コロナウィルス拡散防止のため開催を自粛・中止となった。
2021年9月26日、Zepp NambaにてFM OSAKA ai Night 2021～おふらじ！フェス vol.2～ 開催。
| 開催日        | 開催場所・イベント                                          | 出演者                                                                                             |
| ------------- | ----------------------------------------------------------- | -------------------------------------------------------------------------------------------------- |
| 2019年3月14日 | なんばHatch おふらじ！フェス                                | 町屋と愉快な仲間たち A Lv.10（町屋、湯毛、ティッシュ姫、ショボン）、PENGUIN RESEARCH、伊東歌詞太郎 |
| 2021年9月26日 | Zepp Namba FM OSAKA ai Night 2021～おふらじ！フェス vol.2～ | 亜咲花、ChouCho、鈴木このみ                                                                        |

## エピソード
- 初回である2018年2月1日の放送は第0回として放送。淡路、戸田、番組の紹介をした。
- 第3回（2018年2月22日）は戸田がインフルエンザを発病したため、淡路1人の進行となった。
- おふらじ!EX 第4回（2018年4月27日）の放送でオフネームとオフナンバーを読み上げた。
- おふらじ!EX 第32回（2018年11月9日）の放送でリアルオフ会、「第1回オフメイトの集い」の開催決定が発表された。
- 2018年12月6日、アニメイト大阪日本橋 animate O.N.SQUARE HALL 3Fにて、公開録音「おふらじ!EX presents リアルオフ！第1回オフメイトの集い」が行われた。
- おふらじ!EX 第38回（2018年12月21日）の放送でおふらじ!EXライブイベント「おふらじフェス！」の開催決定が発表された。
- おふらじ!EX 第42回（2019年1月18日）の放送は、淡路がANIMAX MUSIX the前夜祭〜アニ☆カラ最強素人決定戦〜のMC出演のため、戸田、マンスリーレギュラーの町屋とで進行した。
- おふらじ!EX 第44回（2019年2月1日）の放送はスタジオにオフメイト（リスナー）を招待し、公開生放送を行った。
- 2019年3月2日、なんばパークスシネマにて、FM OH!「おふらじ！EX」 自称日本一のラブライバーDJ †AWAjel† presents 『ラブライブ!サンシャイン!! The School Idol Movie Over the Rainbow』推し応援上映会を行った。
- おふらじ!EX 第51回（2019年3月22日）の放送でゲーム実況者わくわくバンドの湯毛が、金曜日に大阪IRUTOKI（居る時）レギュラーに任命された。
- おふらじ!EX 第53回（2019年4月5日）の放送で、令和元年（2019年）5月2日にアニメイト日本橋にて、リアルオフ会「FM OH!おふらじ!EX Presents リアルオフ！第3回オフメイトの集い」の開催決定が発表された。
- マンスリーレギュラーの町屋が、第50回（2019年3月15日）から 第53回（2019年4月5日）にて、4週間連続で番組に出演した。
- おふらじ!EX 第56回（2019年4月26日）の放送は、謹慎放送と題し、19時半から20時半の1時間の短縮放送となり、淡路が、平成最後の持ちネタ「じゅるり」を披露した。
- おふらじ!EX 第64回（2019年6月21日）の放送は、淡路がオープニングコントで、令和元年初めての持ちネタ「じゅるり」を盛大に披露した。
- おふらじ!EX 第68回（2019年7月19日）の放送は、オープニングで京都市伏見区で起きた京都アニメーション放火事件の想いを話し、犠牲者の冥福と、被害者の無事を祈った。
- おふらじ!EX 第69回（2019年7月26日）の放送は、「PrayForKyoani」と題し、京都アニメーション放火事件の犠牲者の冥福と、被害者の無事を祈ると共に、オフメイト（リスナー）から、応援のメッセージや京都アニメーションの作品への愛のメッセージを募集し、90分間語りあった。
- おふらじ!EX 第71回（2019年8月9日）の放送は、ズッティー生誕記念のサプライズゲストとして、戸田のマネージャー、戸田が、青春時代に生駒市民劇団で世話になった、こや先生、戸田の実の母親（ママッティー）が駆けつけた。
- おふらじ!EX 第83回（2019年11月1日）の放送で、ついラン2019年上期（4月～9月）ラジオ番組ランキングにて、26位に入った事が発表された。
- おふらじ!EX 第115回（2020年6月12日）の放送で、番組特別企画「†AWAjel†の相棒は誰だ？おふらじ相棒オーディション！」を行い、戸田が二代目相棒に選ばれた。
- 2020年7月31日の放送は謹慎（特別番組）のため休止。
- おふらじ!EX 第128回（2020年9月18日）の放送は、「ヴァイオレット・エヴァーガーデン」と題し、オフメイトからのメッセージは手書きのハガキ手紙のみでおこなわれた。
- おふらじ!EX 第143回（2021年1月1日）の放送で、戸田が2021年3月末でDJアナウンサー業を引退、番組卒業が発表された。
- おふらじ!EX 第176回（2021年8月20日）の放送でおふらじ!EXライブイベント「FM OSAKA ai Night 2021 ～おふらじ！フェス vol.2～」の開催決定が発表された。
- おふらじ!EX 第206回（2022年3月18日）の放送で2022年4月から、おふらじ!EXの放送時間が毎週金曜27：00～29：00になる事が発表された。
- おふらじ!EX 第208回（2022年4月1日）の放送から、ADが前任のリンダから、声優さんが好きな新ADナナリーに変更になった[26]。
- おふらじ!EX 第218回（2022年6月10日）の放送ではスペシャルウィーク「FM大阪 LAUGH&MUSIC SPECIAL WEEKS 2022 SUMMER」の一環で、ラジオ関西『ワタナベフラワームサのアニソン部屋』とのコラボ放送が行われた。
- おふらじ!EX 第234回（2022年9月30日）の放送で新井希衣(キエニー)が自動車免許(MT)取得した事を報告した。
- ラジオ番組表第二回イチオシ番組・DJランキング「地方番組部門」で2位に輝きラジオ番組表2022秋号にてインタビューが掲載される。
- おふらじ!EX 第271回（2023年6月16日）の放送ではスペシャルウィークということでラジオ関西『青春ラジメニア』とのコラボ放送が行われた。
- おふらじ!EX 第277回（2023年7月28日）の放送でおふらじ!EX 第281回（2023年8月25日）は夏休みで収録回。8月23日Joshin日本橋店 7階イベントホールで公開収録を開催する事が発表された。
- 2023年8月23日Joshin日本橋店 7階イベントホールにて公開収録が行われた。
- おふらじ!EX 第287回（2023年10月6日）の放送ではマンスリーゲスト(?)のマッティーが10ヶ月ぶりに登場した。今月で淡路のDJ10周年で、｢ラジオDJになって衝撃だったことベスト3｣が発表された。
- おふらじ!EX 第323回（2024年6月14日）の放送では、ラジオ関西『青春ラジメニア』を33年間も放送し続けてきた「岩崎和夫」さん（岩ちゃん）が深夜の2時間を全編登場で、スタジオ生放送で出演した。特別企画「岩ちゃんを唸らせろおふらじアニソン雑学検定！」が開催され、岩ちゃんを唸らせられるとサイン入り光る棒がプレゼントされる特別企画が開催されたが、岩ちゃんの「ご本人から聞いたことがあります！」のパワーワードが何回も炸裂した[27][28]。
- おふらじ!EX 第340回（2024年10月11日）の放送ではマンスリーゲスト(?)のマッティーが12ヶ月ぶりに登場した。
- おふらじ!EX 第350回（2024年12月20日）の放送で2025年1月から、おふらじ!EXの放送時間枠が毎週木曜18：30～20：00になる事が発表された[29]。
- おふらじ!EX 第351回（2024年12月27日）の放送にて、おふらじの立ち上げメンバーで、ミキサーのサイレンスベア―の番組卒業が発表された[30]。